# Fiston Mwanza Mujila

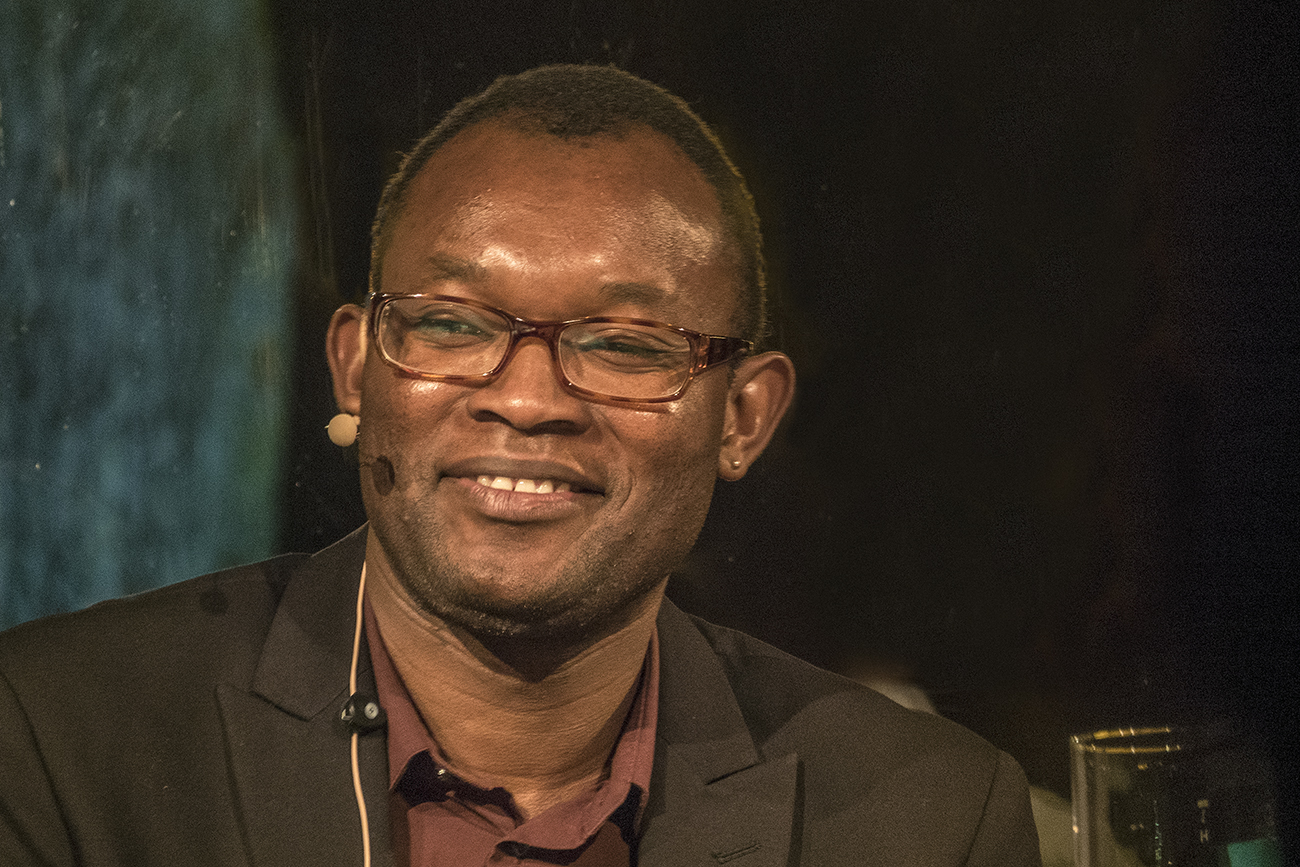
Fiston Mwanza Mujila (2016)

Fiston Mwanza Mujila (geboren 1981 in Lubumbashi) ist ein kongolesisch-österreichischer Schriftsteller. Er schreibt Romane, Lyrik und Dramen. Sein Debütroman wurde mehrfach für Theater adaptiert, darunter eine Inszenierung am Nationaltheater Mannheim unter Catrina Riedel.

## Leben
Fiston Mwanza Mujila erhielt 2009 für einen Literarurbeitrag einen Preis bei den Spielen der Frankophonie, die im Libanon stattfanden. Sein Romandebüt Tram 83 stand 2015 auf der Longlist des Man Booker International Prize und erhielt den Etisalat Prize for Literature sowie den Internationalen Literaturpreis des Hauses der Kulturen der Welt 2017.
Mwanza Mujila lebt seit 2009 in Graz, wo er zunächst Stadtschreiber war, und hatte im SS 2015, SS 2016 und WS 17/18 einen Lehrauftrag zum Thema „afrikanische Literatur“ an der Universität Graz. Lukas Kranzelbinder holte ihn 2018 mit den Musikern Mona Matbou Riahi, Johannes Schleiermacher, Mario Rom und Dave Smith zum SWR New Jazz Meeting. Sein Buch „Tram 83“ stellte er in einer experimentellen Lesung zusammen mit dem Musiker und Komponisten Stefan Poetzsch beim Poetenfest Erlangen 2017 vor.
Das Schauspielhaus Graz brachte den Bestseller-Roman Tram 83 im Rahmen des Steirischen Herbsts 2018 in einer Inszenierung von Dominic Friedel zur Uraufführung. Mujilas Theaterstück Zu der Zeit der Königinmutter wurde 2019 am Wiener Akademietheater erstaufgeführt.
Im Januar 2023 wurde Fiston Mwanza Mujila von der Kleinen Zeitung mit dem Titel „Kopf des Jahres“ in der Kategorie Kultur ausgezeichnet.
Ende Februar 2023 feierte Mujilas theatralische Bearbeitung/Weiterführung von Elfriede Jelineks Stück In den Alpen mit dem Titel In den Alpen/Après les Alpes unter der Regie von Claudia Bosssard Premiere am Volkstheater (Wien).

## Auszeichnungen
- 2015: Grand Prix of Literary Associations für Tram 83
- 2017: Internationaler Literaturpreis – Haus der Kulturen der Welt für Tram 83, gemeinsam mit den Übersetzerinnen Katharina Meyer und Lena Müller
- 2018: Peter-Rosegger-Literaturpreis für Tram 83
- 2018: Black Austrian Award in der Kategorie Kunst & Kultur – Literatur[9]
- 2021: Prix Les Afriques für La danse du Vilain[1]
- 2024: Preis der Literaturhäuser[10]
- 2024: George-Saiko-Reisestipendium[11]

## Werke (Auswahl)
- In den Alpen / Aprés les alpes, Theaterstück,
- Kasala für meinen Kaku, Gedichte. Übersetzung aus dem Französischen von Elisabeth Müller. Ritter Verlag, 2022 ISBN 978-3-85415-647-5.
- La danse du vilain. Éditions Métailié, Paris 2020, ISBN 979-10-226-1061-2.
  - Tanz der Teufel. Übersetzung aus dem Französischen von Katharina Meyer und Lena Müller. Zsolnay, Wien 2022, ISBN 978-3-552-07277-0.
- Tram 83. Éditions Métailié, Paris 2014, ISBN 978-2-86424-959-7.
  - Tram 83. Roman. Übersetzung aus dem Französischen von Katharina Meyer und Lena Müller. Zsolnay, Wien 2016, ISBN 978-3-552-05797-5.
- Et les moustiques sont des fruits à pépins & Te voir dressé sur tes deux pattes ne fait que mettre de l’huile au feu. Dramas. Éditions Lansman 2015, ISBN 978-2-8071-0046-6.
- Le fleuve dans le ventre = Der Fluss im Bauch. Übersetzung Ludwig Hartinger, Illustrationen Christian Thanhäuser. Edition Thanhäuser, Ottensheim an der Donau 2013, ISBN 978-3-900986-79-7.
- Craquelures. Gedichte. L’Arbre à paroles, Amay 2011.
- Poèmes et rêvasseries. Linkgua Ediciones, Barcelona 2009.